# 牟凤彬
牟凤彬（1976年10月21日—），河南平顶山人，中国男演员。1995年毕业于上海謝晉恆通明星學校（今上海师范大学谢晋影视艺术学院），出演过多部影视剧。牟凤彬在《还珠格格》一剧中出演蒙丹一角而被人熟知。

## 电影作品
- 1995年《女兒谷》饰 光头
- 《大江东去》
- 2000年《賭命急先锋》
- 2013年《不肯去觀音》飾 尉遲將軍
- 2019年《那树繁花》
- 2019年《消失的罪证》 (網絡電影)
- 2020年《乱世之定秦剑》 (網絡電影)
- 2020年《降龙大师之捉妖榜》 (網絡電影)饰 尹平之
- 2020年《少年叶问之危机时刻》 (網絡電影)
- 2021年《站着等你三千年》 (網絡電影)
- 2021年《中国救援·矿难36天》 (網絡電影)
- 2021年《天地宝莲灯》 (網絡電影)
- 2023年《深林诡事》 (網絡電影)饰 马恒远
- 2025年《扫毒风暴》 (網絡電影)

## 电视作品
- 《新濟公傳奇》
- 《蘇小小》
- 《蟋蟀宰相》
- 《黑胡蝶白胡蝶》
- 《瘋狂的麥穗》
- 《女人心事》
- 《梦园何方》
- 《真空愛情紀錄》
- 《煙雨紅塵》
- 《碧玉簪》
- 1998年《老房有喜》飾 郎劍
- 1999年《還珠格格2》飾 蒙丹
- 1999年《世纪人生/世纪人生——董竹君》飾 龙宝
- 2000年《這裡没有冬季》飾 林轩
- 2002年《英雄》飾 朱大典
- 2006年《栋笃状王/新九品芝麻官》飾 陳夢吉
- 2006年《一世情缘》飾 水生
- 2006年《天外飛仙》飾 辛巴
- 2006年《青春之歌》飾 羅大方
- 2008年《西游记》飾 沙悟淨[1]
- 2008年《新封神榜之武王伐纣》饰 孔宣（孔雀大明王）
- 2008年《天地民心》飾 成藻
- 2008年《红警》飾 杜飛
- 2009年《海鹰戰警》飾 郝健飛
- 2010年《十二生肖傳奇》飾 牛
- 2011年《帝錦》飾 沈浩
- 2011年《七俠五義人間道》飾 智化
- 2013年《葉問》飾 鬼門龍一/鬼門龍二
- 2014年《家有喜婦》飾 郭凱
- 2015年《圈里圈外》(网剧)
- 2015年《风云天地》飾 韩东
- 2015年《忠者无敌》饰 钱大发
- 2015年《新猛龙过江》饰 方彤
- 2016年《就让咖啡有点甜》(2011年拍攝)飾 張敏基
- 2016年《武神趙子龍》飾 雷銅
- 2017年《將軍在上》飾 柳天拓將軍
- 2017年《为了你我愿意热爱整个世界》
- 2017年《三生三世十里桃花》飾 央錯
- 2019年《谍海追踪》
- 2019年《天使的眼睛》(網絡劇)
- 2020年《萌医甜妻》飾 陈无庸(網絡劇)
- 2020年《危险的她》飾 韩老师(網絡劇)
- 2020年《我的刺猬女孩》飾 韓衛(網絡劇)
- 2020年 《月上重火》饰 殷賜(客串)
- 2020年 《哪吒降妖记》饰 李靖
- 2020年《青青子衿》
- 2021年《不能恋爱的秘密》飾 高木(網絡劇)
- 2022年《特警突击队》(2007年拍攝)飾 徐德胜
- 2022年《冰球少年》饰 沈父(網絡劇，客串)
- 2022年《親愛的生命》饰  陸羽
- 2022年《芳心荡漾》饰  林震(網絡劇)
- 2023年《我的刺猬女孩之念念不忘》飾 韓衛(網絡劇)
- 2023年《金吾卫之天魔鬼畜》(網絡劇)飾 宇文覺
- 2025年《我叫张思德》饰 武景阳
- 待播中《容闳》